# Pinhal Grande

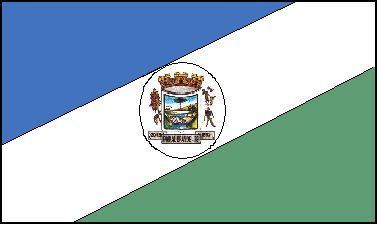
Bandera de Pinhal Grande.

Pinhal Grande es un municipio brasileño del estado de Rio Grande do Sul. Ocupa una superficie de 477,39 km².
Se encuentra ubicado a una latitud de 29º 20' 46" sur y una longitud de 53º 18' 24" oeste, a una altitud de 394 metros sobre el nivel del mar. Oficialmente la ley lo reconoció como entidad geográfica el 20 de marzo de 1992. Su población estimada para el año 2004 era de 5.031 habitantes.

## Historia
Los primeros pobladoresn conocidos fueron indígenas. Portugal exploró la región y reclamó las tierras, que pasaron a manos de Brasil en 1822, con la independencia del país. En 1813 João Gonçalves Padilha y su hermano implantaron la agricultura en Phinahl Grande y São Paulo.
Actualmente la mayor parte de su población desciende de italianos, portugueses y españoles.